# Xenophrys huangshanensis
Xenophrys huangshanensis är en groddjursart som först beskrevs av Fei och Ye 2005.  Xenophrys huangshanensis ingår i släktet Xenophrys och familjen Megophryidae. IUCN kategoriserar arten globalt som otillräckligt studerad. Inga underarter finns listade i Catalogue of Life.